# Anatoli Bashashkin
Anatoli Vasílievich Bashashkin (en ruso: Анатолий Васильевич Башашкин; 23 de febrero de 1924, Reutovo  – 27 de julio de 2002, Moscú) fue un futbolista y entrenador ruso. Jugó como defensa central, principalmente en el CSKA Moscú y fue internacional por la selección de la Unión Soviética.

## Trayectoria

### Como futbolista
Bashashkin comenzó en el fútbol en el DO Tbilisi, un equipo de muy breve historia. En 1947 firmó por el CDKA Moscú, con el que ganó cuatro títulos nacionales (1947, 1948, 1950, 1951) y la Copa Soviética en tres ocasiones (1948, 1951, 1955), durante el famoso periodo del equipo de los tenientes, entrenados por Boris Arkadyev. El gobierno soviético envió a la selección de la URSS a los Juegos Olímpicos de 1952 con la mayor parte de jugadores del exitoso CSKA. Sin embargo, el equipo nacional fue eliminado en octavos de final por Yugoslavia y el CSKA fue disuelto por Iósif Stalin por "deshonra a la patria". Bashashkin, capitán del equipo nacional, fue suspendido del fútbol de por vida en ese mismo decreto junto a otros tres jugadores.
La condena no se hizo finalmente efectiva y se le permitió fichar por el Spartak de Moscú en 1953. Tras la muerte de Stalin regresó al CDKA (rebautizado CDSA en ese momento) en 1954 y jugó allí hasta 1958. Bashashkin fue parte del equipo de la URSS, que ganó el oro en los Juegos Olímpicos de 1956.

### Como entrenador
Después de retirarse del fútbol profesional, Bashashkin se graduó en la Academia Militar Malinovsky de Fuerzas Acorazadas y sirvió en Ucrania como oficial militar de tanques en el Ejército soviético. Más tarde regresó al fútbol como entrenador. Bashahkin fue el entrenador principal del FC Pakhtakor Tashkent en 1976 y fue entrenador asistente (bajo Konstantin Beskov) del Spartak de Moscú en 1981. Según el periodista Pavel Aleshin, Bashashkin no tuvo mucho éxito como entrenador, pasando mucho tiempo diciendo a los jugadores de la década de 1970 y 1980 cuán inferiores eran comparados con los futbolistas de la década de 1950.